# Chanin Sae-ear
Chanin Sae-ear (thailändisch ชนินทร์ แซ่เอียะ, * 5. Juli 1992 in Chumphon), auch als Bas bekannt, ist ein thailändischer Fußballspieler.

## Karriere

### Verein
Chanin Sae-ear erlernte das Fußballspielen auf dem Assumption College in Si Racha. Einen langfristigen Vertrag unterschrieb er 2010 bei Chonburi FC, wo er heute noch unter Vertrag steht. Es erfolgten mehrere Ausleihen. Von 2010 bis 2012 wurde er an den ehemaligen Zweitligisten Sriracha FC ausgeliehen. Mit dem Verein wurde er 2010 Meister der Thai Premier League Division 1 und stieg in die Thai Premier League auf. 2013 wurde er zum damaligen Erstligisten Songkhla United, einem Verein, der im Süden des Landes beheimatet ist, ausgeliehen. Im gleichen wurde er nach Pattaya zu Pattaya United ausgeliehen. 2014 erfolgte eine Ausleihe an den Hauptstadtclub Port FC, der ebenfalls in der ersten Liga spielte. Die vorerst letzte Ausleihe geschah im Jahr 2015, als er zum Ligakonkurrenten Chainat Hornbill FC ausgeliehen wurde. Nach seiner Rückkehr konnte er sich dann als Stammtorhüter des Erstligisten etablieren und gewann 2016 den nationalen Pokal. Am Ende der Saison 2023/24 belegte er mit Chonburi den 14. Tabellenplatz und musste somit in die zweite Liga absteigen. Nach dem Abstieg wurde sein Vertrag im Sommer 2024 nicht verlängert. Für Chonburi bestritt er 155 Ligaspiele. Im Juli 2024 nahm ihn der Erstligist Port FC unter Vertrag. Hier kam er in der Hinrunde 2024/25 nicht zum Einsatz. Anfang Januar 2025 wechselte er auf Leihbasis zum Zweitligisten Pattaya United FC. Am Ende der Saison 2024/25 belegte er mit Pattaya den 16. Tabellenplatz und musste somit in die dritte Liga absteigen. Für den Verein aus Pattaya bestritt er 15 Ligaspiele. Im Sommer 2025 kehrte er zum Port FC zurück.

### Nationalmannschaft
Am 29. November 2014 debütierte Sae-ear während der Südostasienmeisterschaft für die thailändische A-Nationalmannschaft. Beim 2:0-Sieg im Gruppenspiel gegen Myanmar stand er über die kompletten 90 Minuten auf dem Feld und war damit später Teil des Siegerteams. Im Frühling 2015 folgten dann noch zwei Testspieleinsätze gegen Singapur (2:0) und Nordkorea (0:1).

## Erfolge
Verein
- Thailändischer Pokalsieger: 2016

Nationalmannschaft
- Südostasienmeister: 2014